# 洛伦佐·贝尔蒂尼
洛伦佐·贝尔蒂尼（義大利語：Lorenzo Bertini，1976年6月1日—），意大利男子赛艇运动员。他曾代表意大利参加2004年夏季奥林匹克运动会赛艇比赛，获得男子轻量级四人单桨铜牌。